# Ingerophrynus quadriporcatus
Espèce
Synonymes
- Bufo quadriporcatus Boulenger, 1887

Statut de conservation UICN

 LC  : Préoccupation mineure
Ingerophrynus quadriporcatus est une espèce d'amphibiens de la famille des Bufonidae.

## Répartition
Cette espèce se rencontre :
- en Malaisie péninsulaire et orientale ;
- à Singapour ;
- au Brunei ;
- en Indonésie à Sumatra, à Bintan, dans les îles Natuna et dans le nord du Kalimantan.

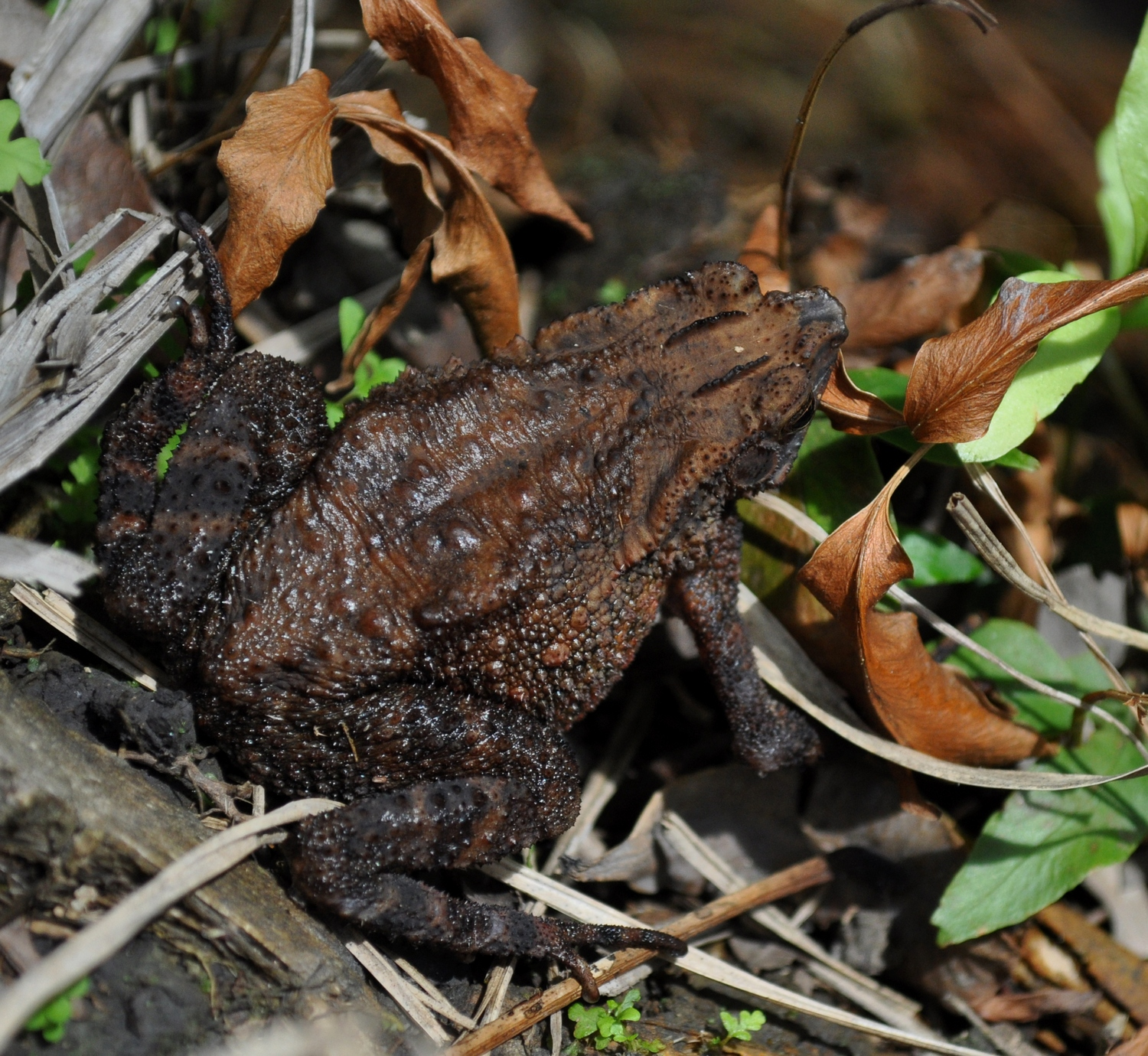
Ingerophrynus quadriporcatus

## Publication originale
- Boulenger, 1887 : On new Batrachians from Malacca, The Annals and magazine of natural history; zoology, botany, and geology, ser. 5, vol. 19, p. 345-348 (texte intégral).